# Beaugency
Beaugency é uma comuna francesa na região administrativa do Centro, no departamento Loiret. Estende-se por uma área de 16,47 km². Em 2010 a comuna tinha 7 508 habitantes (densidade: 455,9 hab./km²).